# Franz Howanietz
Franz Joseph Howanietz (* 23. Mai 1897 in Wien; † 22. November 1972 ebenda) war ein österreichischer Maler und Restaurator.

## Leben
1905 bis 1907 besuchte Howanietz die Mal- und Zeichenschule Ahf und erhielt ab 1911 eine Ausbildung in Restaurierungs- und Konservierungstechniken. Im Ersten Weltkrieg wurde Howanietz schwer verwundet. Nach dem Krieg war er als Maler und Restaurator tätig. 1933 emigrierte er nach Puerto Rico und unterrichtete an der dortigen Universität Kunstbetrachtung. Während des Zweiten Weltkrieges wurde Howanietz 1941 von den Amerikanern interniert und 1944 repatriiert. 1945 bis 1951 war Howanietz an der Wiener Akademie der bildenden Künste als Lehrbeauftragter an der Meisterschule für Konservierung und Technologie tätig. 1948 erhielt er den Auftrag, die durch einen Bombentreffer schwer beschädigten Deckengemälde der Feststiegen des Wiener Burgtheaters zu restaurieren.
Auf Grund einer ihm versprochenen Professur, die er aber nicht erhielt, wandte er sich wieder nach Amerika und übersiedelte 1953 nach New York. Hier war er an der Samuel H. Kress Foundation als Restaurator beschäftigt. Danach war er freier Künstler, konnte sich aber auch hier nicht durchsetzen und kehrte 1965 nach Österreich zurück.

## Bedeutung
Franz Howanietz war ein anerkannter Fachmann auf dem Gebiet der Gemälderestaurierung. Als Maler schuf er hauptsächlich Porträts, Genre- und Landschaftsbilder und Stillleben. Er malte im Stile der Neuen Sachlichkeit. Als Künstler zählt er zu den zu Unrecht vergessenen Künstlern des 20. Jahrhunderts in Österreich.

## Werke
- Porträt Erich Hula (Wien Museum), 1928, Öl auf Leinwand
- Mädchen mit gelbgrünem Tuch (Privatbesitz), 1930, 102 × 89 cm
- Mädchen vor dem Spiegel (Wien Museum), 1930, Öl auf Leinwand, 90 × 70,5 cm
- Buchillustrationen zu Joseph Roths Roman Hotel Savoy